# Droga krajowa B502 (Niemcy)
Droga krajowa 502 (niem. Bundesstraße 502) – niemiecka droga krajowa przebiegająca na osi północ-południe, wschód-zachód i jest połączeniem drogi B76 w Kilonii z Schönberg (Holstein) w północnym Szlezwiku-Holsztynie.
Droga jest oznakowana jako B502 od 1972. Powstała w ramach inwestycji na igrzyska olimpijskie w 1972 jako fragment obwodnicy Kilonii oraz połączenie z miejscowościami wzdłuż wybrzeża półwyspu na wschód od Kilonii.